# Shallow Grave (album)
| Recensione | Giudizio |
| ---------- | -------- |
| AllMusic   |          |

Shallow Grave è l'album di debutto dell'artista svedese The Tallest Man on Earth. L'artista, nel comporre il disco, è stato fortemente influenzato dalla musica folk statunitense.
The Gardener è il primo singolo estratto dall'album.
The Tallest Man on Earth, noto per la sua presenza scenica e per la sua voce particolare, ha effettuato alcuni tour in compagnia di artisti come John Vanderslice e Bon Iver.

## Tracce
1. I Won't Be Found – 2:47
2. Pistol Dreams – 3:34
3. Honey Won't You Let Me In – 2:56
4. Shallow Grave – 2:37
5. Where Do My Bluebird Fly – 3:17
6. The Gardener – 3:56
7. The Blizzard's Never Seen the Desert Sands – 2:01
8. The Sparrow and the Medicine – 3:06
9. Into the Stream – 2:47
10. This Wind – 3:24